# Sergei Bagapsh
Sergei Uasyl-ipa Bagapsh (abkhasisk: Сергеи Уасыл-иԥа Багаԥшь) (4. marts 1949 i Sukhumi, dav. Sovjetunionen – 29. maj 2011) var en abkhasisk politiker, der tidligere var præsident i den delvist anerkendte de facto uafhængige republik Abkhasien, der af de fleste lande de jure anerkendes som en del af Georgien. 
Bagapsh var premierminister fra 1997 til 1999 og blev valgt til præsident i 2005. Han repræsentede partiet Forenet Abkhasien.